# 김주수 (1952년)
김주수(金周秀, 1952년 5월 10일~)는 대한민국의 공무원, 정치인이다. 제44·45·46대(민선 6·7·8기) 의성군수이다. 제46대 농림부 차관(2004. 1.~2004. 9.)을 지냈다. 본관은 청풍이며, 출생지는 경상북도 의성군이다.
1975년 18회 행정고시에 합격하여 총무처, 농림부, 총무처 등에서 근무하다 농림부 유통정책국장, 축산국장, 농정국장, 농림부 차관보와 차관 등을 역임했다. 2014년 의성군수 선거에 당선되었으며, 2018년과 2022년 재선하며 3선 군수가 되었다.

## 학력
- 안계 교촌국민학교 졸업
- 안계중학교 졸업
- 대구상업고등학교 졸업
- 성균관대학교 경제학 학사
- 성균관대학교 대학원 석사
- 위스콘신대학교 대학원 석사

## 경력
- 1976년: 총무처 행정사무관
- 1996년: 농림부 식량정책심의관
- 1999년: 농림부 유통정책국장
- 2000년: 농림부 축산국장
- 2001년: 농림부 농업정책국장
- 2003년: 농림부 차관보
- 2004년: 농림부 차관
- 2006년: 서울특별시농수산물공사 사장
- 2012년: NH농협은행 사외이사
- 2014년 7월~: 제44·45·46대(민선 6·7·8기) 경상북도 의성군수(3선)
- 2016년 7월~2018년 6월: 경북협의회 군수대표
- 2022년 7월~2024년 6월: 전국농어촌지역군수협의회 회장
- 2022년 9월~2024년 6월: 대한민국 시장·군수·구청장 협의회 군수대표
- 2024년 7월~: 경북시장군수협의회장
- 2024년 7월~: 대한민국시장·군수·구청장협의회 지역공동회장
- 2024년 7월~: 전국농어촌지역군수협의회 고문

## 범죄전력

### 음주운전 사고 후 도주
2005년 8월 26일 오후 4시 10분 경 김주수는 혈중알콜농도 0.154%의 술에 취한 상태로 시속 50킬로미터로 운전하던 중 중앙선을 침범, 반대편에서 정상진행중인 ○○○(32세)의 경기△△마△△△호 소나타 승용차 전면을 자신의 차량 전면으로 들이받았다. 그러나 김주수는 정지하여 피해상황을 살피는 등 필요한 조치를 하지 않은 채 그대로 도주하였다. 2005년 11월 10일 수원지방법원 형사과 약식계(판사 양은상)는 김주수에게 특정범죄가중처벌등에관한법률위반(도주차량), 도로교통법위반, 도로교통법위반(음주운전) 혐의로 벌금 1000만원의 약식명령을 선고했다.

### 건설업자로부터 뇌물수수
2017년 9월 29일 김주수 경상북도 의성군수는 의성군청 공무원인 C○○를 통해 관내 건설업자인 B○○ ○○건설 대표로부터 2000만원을 수수하였다(뇌물수수).
2021년 8월 27일 경상북도경찰청은 김주수의 사전구속영장을 신청하였으나 법원은 도주와 증거인멸 우려가 없다며 기각하였고, 2021년 10월 25일 경상북도경찰청은 김주수를 검찰에 송치하였다.
2022년 2월 15일 대구지방검찰청 의성지청은 뇌물수수 죄로 김주수를 불구속 기소하였다.

## 역대 선거 결과
|  | 39.25% |

|  | 75.07% |

|  | 60.07% |

|  | 71.27% |